# Mikael W. Gejel
Dan Mikael Walentin Gejel, född 29 mars 1952 i Enskede, Stockholm, är en svensk musiker och författare, ibland verksam under pseudonymen Dan Videdrott. 
Gejel spelar gitarr, tvärflöjt, blockflöjt, bansuri, elbas, tabla och darbouka (turkisk handtrumma). Han är filosofie kandidat i religionshistoria och antikens kultur och samhällsliv.
Gejel har varit verksam i olika folkmusikgrupper sedan 1970-talet, bland annat Karlavagnen (tillsammans med Peter Lindahl och Stefan Ottman), Vilmeids lekare, Energioperan, In the Labyrinth och Drakhjärta.
Gejel har också varit verksam som författare och föredragshållare inom ämnena shamanism, hermetism och antroposofi. Han har varit redaktör för tidskrifter som Gimle, Athanor, Misraim-Bladet och, tillsammans med Stefan Ottman, Drömskrinet.

## Diskografi
- Den femte naturkraften (1980)
- The Garden of Mysteries (1996)